# Maison des avocats
Ne doit pas être confondu avec Maison de l'ordre des avocats.
La Maison des Avocats est un remarquable édifice de style Renaissance situé au cœur du quartier Saint-Jean, dans le Vieux Lyon, au 60 rue Saint-Jean. Inscrite au patrimoine mondial de l’UNESCO, elle se distingue par sa composition architecturale, comprenant plusieurs corps de logis et une élégante galerie sur cour de type toscan, qui en font l’une des plus belles demeures de la Renaissance lyonnaise.

## Histoire
Son histoire remonte à la première moitié du XIVe siècle, lorsque le bâtiment oriental fut construit pour André Berchet, dit de la Croys. Transformée en auberge dès 1406 sous le nom « d'Ostel de la Croys », elle fut un lieu de rencontre pour la confrérie de la Basoche, regroupant les anciens clercs du procureur.
Au fil des siècles, la maison changea de propriétaires et fut agrandie, notamment vers 1516 avec l’ajout d’un second corps de logis doté de galeries superposées à arcades toscanes. Elle prit son aspect définitif en 1528.
Après avoir connu diverses fonctions, dont celle d’immeuble de location au XIXe siècle, la Maison des Avocats fut sauvée de la destruction en 1968 grâce à la SEMIRELY, puis restaurée par l’Ordre des Avocats à partir de 1979. Elle devint le siège de l’Ordre jusqu’en 1990, avant d’accueillir au début du XXIe siècle le Musée Miniature et Cinéma,.